# Crímenes de familia
Crímenes de familia es una película argentina de drama de 2020 dirigida por Sebastián Schindel. El guion fue escrito por Sebastián Schindel y Pablo Del Teso.
A pesar de que estaba planeado su estreno en cines, debido a la pandemia de COVID-19 se estrenó simultáneamente por Cine.ar Play y Netflix: el 19 de agosto de 2020 gratuitamente por Cine.ar Play, y el 20 de agosto, a nivel mundial por Netflix.
Contó con el apoyo de la Organización Internacional del Trabajo y ONU Mujeres por abordar temas sobre violencia contra la mujer.

## Argumento
Alicia e Ignacio, un matrimonio de jubilados de alto poder adquisitivo, deben enfrentar dos juicios que tocan a su familia.

## Reparto
- Cecilia Roth como Alicia Campos
- Miguel Ángel Solá como Ignacio Arrieta
- Benjamín Amadeo como Daniel Arrieta
- Sofía Gala Castiglione como Marcela Sosa
- Yanina Ávila como Gladys Pereyra
- Paola Barrientos como la Psicóloga
- Diego Cremonesi como Esteban Palleros
- Marcelo Subiotto como Pedro Vieytes
- Claudio Martínez Bel
- Santiago Ávila como Santiago Pereyra
- Marcelo D'Andrea
- María Marull como Maestra Jardinera